# Rigoutat
Rigoutat is een Frans merk van hobo's en althobo's. Het familiebedrijf "Charles Rigoutat", vernoemd naar de oprichter, werd opgericht in 1922 in Parijs, maar verhuisde wegens ruimtegebrek in 1968 naar Joinville-le-Pont. Onder het merk worden onder andere half- en volautomatische hobo's van ebbenhout geproduceerd. De hobo's van Rigourat worden door verschillende grote namen in de hobowereld bespeeld, zoals Maurice Bourgue en Heinz Holliger.